# Biroul Central pentru Telegrame Astronomice
Biroul Central pentru Telegrame Astronomice (în engleză Central Bureau for Astronomical Telegrams (CBAT), iar în franceză Bureau central des télégrammes astronomiques), cu baza la Observatorul Astrofizic Smithsonian, este o asociație fără scop lucrativ, care funcționează sub auspiciile comisiei a XI-a a Uniunii Astronomice Internaționale (UAI), responsabilă cu diseminarea informațiilor privitoare la evenimentele astronomice trecătoare. Informația este distribuită prin circulare (IAUC), și o serie de anunțuri de mărimea unor cărți poștale publicate la intervale neregulate de timp, în funcție de necesități, în format tipărit și electronic, iar (de la 20 decembrie 2002) adesea prin telegrame electronice ale Biroului Central (CBET) doar în format electronic. Prima circulară a fost publicată în ziua de 7 februarie 1920. Resursele Biroului provin îndeosebi din abonamente la diferite servicii pe care le oferă.
CBAT este locul unde sunt centralizate descoperirile de comete, asteroizi, sateliți naturali din Sistemul Solar, novae, supernovae și alte evenimente trecătoare.

## Istoric
Primul birou central a fost creat la Kiel (în Germania), unde a rămas până la Primul Război Mondial, când a fost mutat la Observatorul din Copenhaga, în Danemarca, unde a rămas până la sfârșitul anului 1964.
UAI (fondată în 1919) a adoptat Biroul Central de la Observatorul din Copenhaga ca Biroul său oficial pentru telegrame astronomice, în 1922.
La 1 ianuarie 1965, CBAT s-a mutat de la Copenhaga la Cambridge în Massachusetts (Statele Unite ale Americii), unde Observatorul Universității Harvard acționa ca și centru de informații astronomice pentru emisfera occidentală, din 1883. CBAT a funcționat la Cambridge din 1965 sub conducerea  lui Owen Gingerich (1965-1968), Brian G. Marsden (1968-2000), și a lui Daniel W. E. Green (din anul 2000).